# Trust (Old Man River)
Trust è il secondo album in studio del cantautore australiano Old Man River, pubblicato il 25 marzo 2010.

## Descrizione
Le registrazioni del disco, cominciate nel 2008 e terminate nel novembre 2009, sono avvenute in varie città: Sydney, Tel Aviv e Mumbai e hanno visto la partecipazione di alcuni artisti provenienti dai luoghi di registrazione. L'album contiene infatti anche il pezzo Shanti Aaye, cantato in lingua indiana in duetto con la cantante Hamsika Iyer. L'album è stato promosso anche da due tournée: lo "You're On My Mind Tour" e il "Trust Album Tour".

## Tracce
1. In This World – 4:17
2. You're On My Mind – 3:48
3. You And Me – 2:50
4. Wake Up – 4:24
5. India – 3:33
6. Shanti Aaye – 4:29
7. Religion – 3:48
8. Been Here Before – 4:08
9. Norway (I Like It Like This) – 3:49
10. Our Love Will Win – 4:11
11. Open Up – 2:44
12. Kaiyuma's Lullaby – 3:47
13. Shanti Aaye (Luke Steele Remix) – 3:56
14. Sailing – 5:14
15. Be the Change – 3:49